# Бабанеурский заповедник
Бабанеу́рский запове́дник (с 1970 — Бацаро-Бабанеурский заповедник) — заповедник на южном склоне Большого Кавказского хребта, в бассейне реки Алазани в Кахетии (северо-восток Грузии) у села Бабанеури.

## История
Был создан в 1960 г, площадь на момент создания 748 га. Основан с целью защиты реликтового леса кавказской дзельквы. Кавказская дзельква произрастает как отдельной рощей, так и вперемежку с грабом, дубом и др.
В 1969 году заповедник был присоединён к Бацарскому заповеднику и получил название Бацаро-Бабанеурский заповедник.
В 1980 году на основе Бацаро-Бабанеурского и Тушетского заповедников создан Ахметский заповедник.

## Флора
Охранял самую крупную в Грузии рощу редчайшего растения — кавказской дзельквы — дерева, дожившего до наших дней с третичного периода и считавшегося уже исчезнувшим с лица земли, но в 1946 обнаруженном на берегах Алазани.
Отдельные экземпляры этого реликтового дерева достигают высоты в 30 м при диаметре ствола в 90 см.
Подлесок представлен боярышником, бирючиной, мушмулой, шиповником.

## Фауна
В заповедной роще зимуют многочисленные певчие птицы, встречаются каменная куница, косуля, иногда лисица.
Фауна представлена большим разнообразием птиц и млекопитающих (лисы, косули, кролики, куницы и др.).